# خوسيه لويس كالديرون كابريرا
خوسيه لويس كالديرون كابريرا (بالإسبانية: José Luis Calderón Cabrera)‏ هو مهندس معماري ورسام مكسيكي، ولد في 1930 في مدينة مكسيكو في المكسيك، وتوفي بنفس المكان في 7 يونيو 2004.